# Tita Piaz
Tita Piaz, de son nom complet Giovanni Battista Piaz et surnommé le Diable des Dolomites, né le 13 octobre 1879 à Pozza di Fassa et mort le 8 septembre 1948 dans la même ville, est un alpiniste et guide italien du val di Fassa.

## Biographie
Autrichien à sa naissance (le val di Fassa n'est pas encore italien en 1879), Tita Piaz est un alpiniste extrêmement audacieux mais maniant fantaisie et humour. Il obtient une certaine célébrité dès 1897 après son ascension de la Torre Winkler dans les tours de Vajolet, et, guide très apprécié, Tita Piaz a l'occasion de conduire, entre autres, Aldo Bonacossa, Albert Ier de Belgique, Amédée d'Aoste, Guido Rey et Mina Preuss-Relly (sœur de Paul Preuss).
Tita Piaz meurt des suites d'un accident de vélo. Son nom reste attaché à une modeste aiguille proche du Torre Delago (tours de Vajolet).
Piaz a relaté sa carrière alpine avec humour dans son autobiographie Il Diavolo delle Dolomiti.

### Citation
« Non seulement alpiniste mais guide — c'est-à-dire comptable d'autres vies —, il savait comme tout un chacun se plier à ses lois. Il n'y a pas de libertaire en alpinisme. Mais n'y en eût-il eu qu'un, l'indomptable Piaz (qui avait connu les prisons politiques de ses deux patries successives autrichienne et italienne, et de tous les régimes) eût été celui-là ».

## Principales ascensions
- 1897 - Première ascension de la Torre Winkler aux tours de Vajolet dans le groupe du Catinaccio, ascension considérée comme redoutable à l'époque par les guides locaux
- 1900 - Ascension en solitaire de la Punta Emma dans le Catinaccio, par la fissure NE, dite fissure Piaz, réalisation qualifiée par l'alpiniste autrichien Paul Preuss d'« unique en son genre à l'époque » avec 300 mètres d'escalade en degré IV+ sans pitons
- 1906 - Première ascension du Campanile Toro (2 345 m) dans  les Dolomites du Frioul, avec des difficultés de degré V, exceptionnelles à l'époque
- 1908 - Face ouest du Totenkirchl (2 190 m) haute de 450 m et en degré V, dans le Kaisergebirge au Tyrol autrichien
- 1912 - Première ascension de la Punta di Frida aux Tre Cime di Lavaredo avec Hans Dülfer
- 1926 - Spigolo nord du Schenon (2 800 m) dans le Latemar
- 1932 - Paroi nord de la Torre Winkler de degré VI
- 1935 - Première ascension de l'arête est de la Torre Winkler